# Parlamentní volby v Nigeru v roce 1965
Parlamentní volby se v Nigeru konaly dne 21. října 1965. V zemi v té době existovala jediná legální strana, kterou byla Nigerská pokroková strana – Africké demokratické shromáždění, která tak ve volbách obsadila všech padesát křesel v Národním shromáždění. Oficiálně udávaná volební účast byla 98,2 %.

## Výsledky
| Politická strana                                             | Hlasy     | %       | Mandáty |
| ------------------------------------------------------------ | --------- | ------- | ------- |
| Nigerská pokroková strana – Africké demokratické shromáždění | 1 677 763 | 100 %   | 50      |
| Celkem                                                       | 1 677 763 | 100 %   | 50      |
|                                                              |           |         |         |
| Platné hlasy                                                 | 1 677 763 | 99,91 % |         |
| Neplatné hlasy                                               | 1 433     | 0,09 %  |         |
| Celkem hlasů                                                 | 1 679 196 | 100 %   |         |
| Registrovaných voličů/volební účast                          | 1 708 605 | 98,28 % |         |